# Manfred Neumann (Maler)
Manfred Neumann (* 1938 in Groß Weißensee) ist ein zeitgenössischer deutscher Maler und Zeichner.

## Werdegang
Neumann wurde 1938 im ostpreußischen Groß Weißensee geboren. Von 1952 bis 1955 absolvierte er eine Malerlehre. Danach studierte er zuerst bis 1959 an der Fachschule für angewandte Kunst Heiligendamm und von 1959 bis 1964 bei Heinz Lohmar und Rudolf Bergander an der Hochschule für Bildende Künste Dresden.
Er arbeitet seit 1966 als freiberuflicher Künstler in Frankfurt (Oder).
In der DDR hatte Neumann eine bedeutende Zahl von Einzelausstellungen und war er an wichtigen zentralen und regionalen Ausstellungen beteiligt, u. a. von 1972 bis 1988 an der VII. bis X. Kunstausstellung der  DDR in Dresden.
Von 1973 bis 2008 nahm er beidseits der Oder an zehn internationalen Künstlertreffen (Pleinairs) teil. Mit der Ausstellung „Begegnungen“ im polnischen Słubice verabschiedete er sich im Juni 2014 von den Künstlertreffen.
Nach Räumlichkeiten in der Frankfurter Ferdinandstraße und im Kellenspring hat er sein 900 Quadratmeter großes Atelier inzwischen in den Gerstenberger Höfen (ehemaliges Konsument-Warenhaus an der Berliner Straße), das er 2016 bezog. Dort hängen mehr als 1000 Kunstobjekte, die noch nicht verkauft oder in Galerien gegeben wurden.
Neumann war von 1965 bis 1980 mit der Malerin und Grafikerin Hannelore Neumann-Tachilzik verheiratet.

## Mitgliedschaften
- bis 1990 Verband Bildender Künstler der DDR
- 1990 bis 1997 Brandenburgischer Verband Bildender Künstler.

## Werke
Manfred Neumann bedient sich verschiedener Techniken. Neben Gemälden, Grafiken und Zeichnungen schuf er Glasmalereien, Collagen, Lackschliffe, Monotypien, Filzteppiche, Holzobjekte, Gips-Intarsien und -Plastiken, Assemblagen, Replikate und Transfers. Sie hängen u. a. im Oderlandmuseum und im Oderbruch-Museum Bad Freienwalde; in der Gemäldesammlung der Berlin-Brandenburgischen Akademie der Wissenschaften; in der Städtischen Galerie Eisenhüttenstadt; im Gerhart-Hauptmann-Museum (Erkner); in der Hochschule für Bildende Künste Dresden sowie in Frankfurt Oder im Museum Viadrina, im Kleist-Museum, der Artothek, der Industrie- und Handelskammer, der Sparkasse Oder-Spree oder in Gebäuden der Stadt. Des Weiteren befinden sich viele in Privatbesitz.
In den Motiven und Porträts aus Ostbrandenburg kommt seine „ostpreußisch-norddeutsche Grundhaltung … zum Tragen – die Achtung vor der Arbeit des Gegenüber“. Als Grundlage der altmeisterlich guten Porträts wird ihm bescheinigt, dass er ein „ruhiger Zuhörer“ sei.
Mit seinen allein 200 bis 300 Porträts von Persönlichkeiten der Stadt hat er sich einen Titel als Chronist der Oderstadt erworben. Zu seinen Kunstwerken gehört auch ein Bildnis bzw. eine Adaption des Michael Praetorius (Acryl, 2012), das er anlässlich des Eintrags ins Goldene Buch der Stadt Frankfurt (Oder) schenkte.

### Tafelbilder (Auswahl)
- Brigadier (1966, Öl, 95 × 70 cm)[6]
- Bildnis J.  (1966, Öl, 110 × 65  cm)[7]

- Junger Genosse (1970, Mischtechnik; auf der VII. Kunstausstellung der DDR)[8]
- Donsteppe (1975, Mischtechnik; auf der VIII. Kunstausstellung der DDR)[8]
- Der alte Röbke: Schlafzimmer (aus der Folge Das alte Oderbruch 1980, Acryl; auf der IX. Kunstausstellung der DDR)[8]
- Klempnermeister Baginski (1982, Acryl; auf der X. Kunstausstellung der DDR)[8]
- Bernhard Grünert, Bauer, SED- und VdgB-Funktionär (1988; Meininger Museen)[9]

## Ehrungen
- 1978 Heinrich-von-Kleist-Kunstpreis vom Rat des Bezirkes Frankfurt (Oder)[10]
- 1981 Verdienstmedaille der DDR
- 2019 Eintrag ins Goldene Buch der Stadt Frankfurt (Oder)